# Nicolas-Théodore Olivier
Pour les articles homonymes, voir Olivier (homonymie).
Nicolas-Théodore Olivier, né le 28 avril 1798 à Paris, décédé le 21 octobre 1854 à Évreux, est un évêque catholique français, évêque d'Évreux de 1841 à 1854.

## Biographie
Curé de Saint-Pierre-de-Chaillot et de Saint-Étienne-du-Mont à Paris, il est nommé curé de l'église Saint-Roch de Paris en février 1833. Chanoine de Notre-Dame de Paris, il devient évêque d'Évreux en 1841. Il le restera jusqu'à sa mort en 1854.

## Armes
D'azur à la colombe de l'arche d'argent descendant en barre, tenant en son bec un rameau d'olivier d'or.

## Distinction
- Officier de la Légion d'honneur (9 aout 1847)[3]